# Carybdeidae
Famille
Carybdeidae est une famille de cnidaires cubozoaires, de l'ordre des Carybdeida.

## Caractéristiques

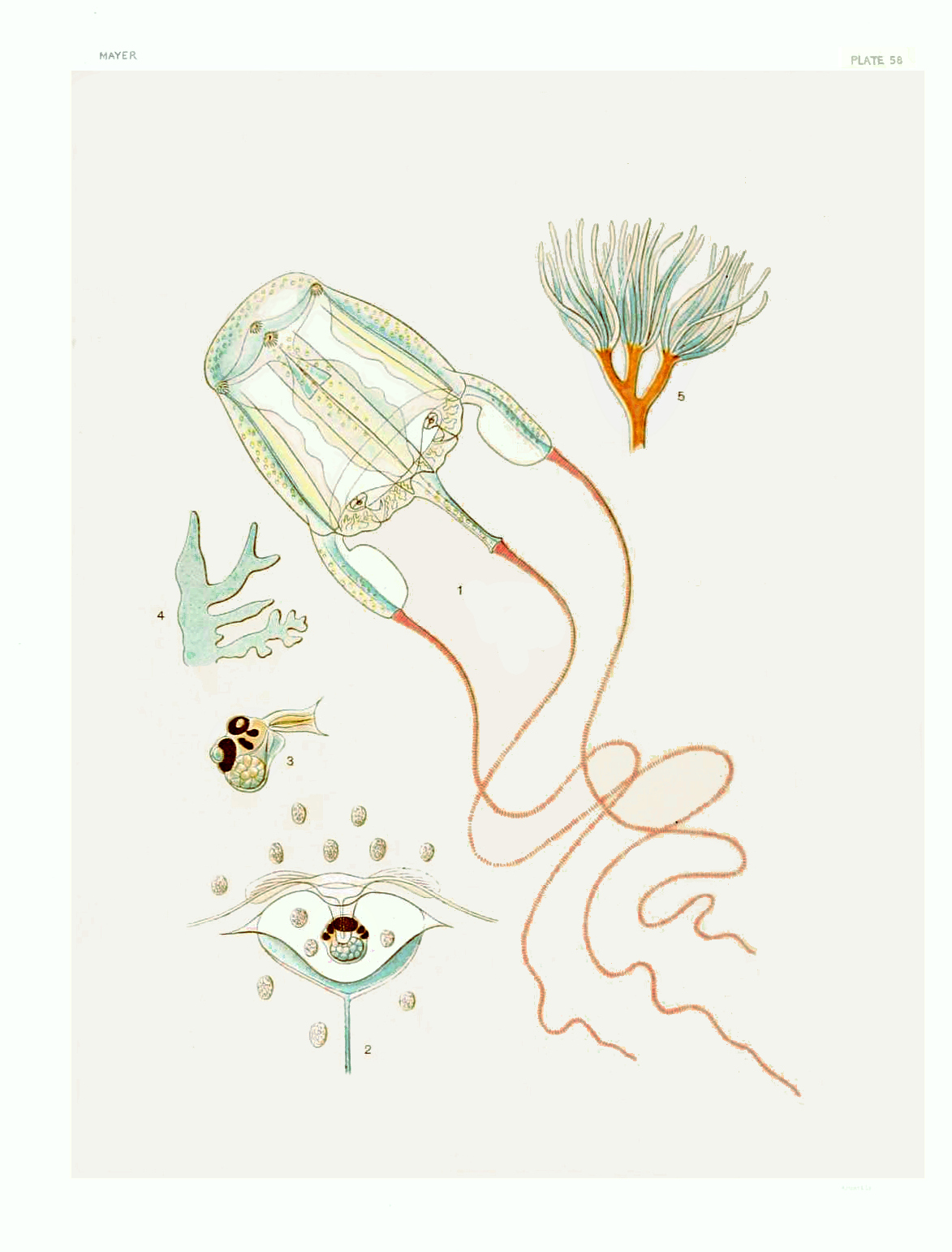
Divers stades de développement de Carybdea marsupialis.

Les carybdeidae sont des cuboméduses ne comportant que 4 tentacules, ou 2 groupes de 2 ou 3 ; chaque tentacule a son propre pedalium (pied).

## Liste des genres
Selon World Register of Marine Species (12 mars 2012) et NCBI (12 mars 2012) :
- genre Carybdea Péron & Lesueur, 1810

Selon Catalogue of Life (12 mars 2012) :
- genre Carybdea Péron & Lesueur, 1809
- genre Tripedalia Conant, 1897

Selon ITIS (22 mai 2015) :
- genre Carybdea Péron & Lesueur, 1809
- genre Tamoya Müller, 1859
- genre Tripedalia Conant, 1897

Selon d'autres sources[Lesquelles ?] :
- genre Carukia
- genre Carybdea
- genre Manokia
- genre Tamoya
- genre Tripedalia